# Восход (Промишленнівський округ)
Восхо́д (рос. Восход) — селище у складі Промишленнівського округу Кемеровської області, Росія.

## Населення
Населення — 266 осіб (2010; 252 у 2002).
Національний склад (станом на 2002 рік):
- росіяни — 83 %